# Haag an der Amper
Haag an der Amper este o comună din landul Bavaria, Germania.